# Sabine Lancelin
Sabine Lancelin (* 22. Dezember 1959 in Léopoldville, Belgisch-Kongo) ist eine belgische Kamerafrau.

## Leben
Sabine Lancelin wurde in Léopoldville, dem heutigen Kinshasa und Hauptstadt des Kongo, geboren. Sie begann ab Anfang der 1980er Jahre als Assistentin für Kameramänner wie Claude Agostini, Bernard Lutic und André Neau zu arbeiten. Ihr Langspielfilmdebüt als Kamerafrau gab sie 1995 mit dem von Françoise Etchegaray inszenierten Drama Sept en attente. Insbesondere mit dem portugiesischen Autorenfilmer Manoel de Oliveira verbindet sie eine langjährige Zusammenarbeit, so drehte sie für ihn unter anderem Ich geh’ nach Hause, Christoph Kolumbus – Das Rätsel und Eigenheiten einer jungen Blondine.

## Filmografie (Auswahl)
- 1995: Sept en attente
- 1998: Dunkle Triebe (Sombre)
- 2000: Die Gefangene (La captive)
- 2001: Der schwarze Strand (La plage noire)
- 2001: Ich geh’ nach Hause (Je rentre à la maison)
- 2002: Offene Grenzen (Libre circulation)
- 2003: Mit Sonia Wieder-Atherton (Avec Sonia Wieder-Atherton)
- 2004: Morgen ziehen wir um (Demain on déménage)
- 2004: O Quinto Império – Ontem Como Hoje
- 2005: Das Leben ist eine Orgie (C’est pas tout à fait la vie dont j’avais rêvé)
- 2006: Belle Toujours
- 2007: Christoph Kolumbus – Das Rätsel (Cristóvão Colombo – O Enigma)
- 2007: Unsere Familien (Nos familles)
- 2009: Eigenheiten einer jungen Blondine (Singularidades de uma rapariga loura)
- 2009: Der Ausreißer (Le Roi de l’évasion)
- 2010: Ao, der letzte Neandertaler (Ao, le dernier Néandertal)
- 2010: O Estranho Caso de Angélica
- 2012: Spieglein an der Wand (Miroir mon amour)
- 2014: Die Familie Yatzkan (Les Yatzkan)
- 2019: Made in Bangladesh